# Landesbank Hessen-Thüringen
Landesbank Hessen-Thüringen Girozentrale (Helaba) – jeden z największych banków w Niemczech, ma status prawny podmiotu prawa publicznego. Od dnia 1 stycznia 2001 r. właścicielami banku są Sparkassen- und Giroverband Hessen-Thüringen (85%), kraj związkowy Hesja (10%), oraz kraj związkowy Turyngia (5%).
Helaba zapewnia obsługę bankową krajom związkowym Hesja oraz Turyngia. Jest także centralną instytucją dla kas oszczędnościowych Hesji i Turyngii, a ponadto prowadzi działalność jako bank komercyjny, zarówno na rynku krajowym, jak i na rynkach międzynarodowych.
Między 1973 a latami 90' XX wieku był współwłaścicielem MHB Mitteleuropäische Handelsbank.